# Nanhermannia gorodkovi
Nanhermannia gorodkovi är en kvalsterart som beskrevs av Sitnikova 1975. Nanhermannia gorodkovi ingår i släktet Nanhermannia och familjen Nanhermanniidae. Inga underarter finns listade i Catalogue of Life.